# (43706) Ификл
(43706) Ификл (др.-греч. Ἰφικλῆς) — типичный троянский астероид Юпитера, движущийся в точке Лагранжа L4, в 60° впереди планеты. Астероид был открыт 29 сентября 1973 года немецкими астрономами К. Й. ван Хаутеном, И. ван Хаутен-Груневельд и Томом Герельсом в Паломарской обсерватории и назван в честь Ификла, одного из греков, приведшего под Трою ополчение из города Филаки.

Орбита астероида Ификл и его положение в Солнечной системе